# Grindavík
Grindavík è un comune islandese della regione di Suðurnes.
A breve distanza dal paese si trova la stazione termale geotermica della Laguna Blu, le cui caldissime acque provengono dalla vicina centrale elettrica di Svartsengi.
Grindavík è inoltre luogo natale dello scrittore islandese Guðbergur Bergsson.
Il paese è gemellato con la cittadina inglese di Penistone e con quella di Rovaniemi, in Finlandia.
La maggior parte dei circa 2 700 abitanti è impiegata nell'industria ittica. Qui è presente infatti uno dei pochi porti dell'isola.
Sulla vita del paese e i suoi abitanti è stato realizzato nel 2020 il documentario Lobster Soup, di Pepe Andreu e Rafael Moles. Nel documentario compaiono anche lo scrittore Guðbergur Bergsson e il pugile Friðrik Áskell Clausen. Un intero capitolo è dedicato alla Laguna Blu.
Nel novembre 2023, nel mezzo di una crescente e grave attività sismica, è stato dichiarato lo stato di emergenza e la città è stata evacuata.
Il 14 gennaio 2024 è iniziata l'eruzione del vicino vulcano e il paese è stato di nuovo completamente evacuato.

## Storia
La Landnámabók menziona che, intorno al 934, i due coloni vichinghi Molda-Gnúpur Hrólfsson e Þórir Haustmyrkur Vígbýðsson arrivarono nella zona di Reykjanes: Þórir si stabilì a Selvogure, mentre Krísuvík e Molda-Gnúpur a Grindavík.
I figli di Moldar-Gnúpur fondarono tre insediamenti: Þórkötlustaðarhverfi, Járngerðarstaðarhverfi e Staðarhverfi. L'insediamento moderno di Grindavík è situato principalmente in quello che era Járngerðarstaðarhverfi.
La città è stata un'importante stazione di pesca fin dal Medioevo. Nel XIII secolo i suoi diritti di pesca erano di proprietà del vescovo di Skálholt, che riceveva il pagamento in cataste di merluzzo salato. Fu teatro di feroci controversie tra pescatori inglesi e mercanti tedeschi nel XVI secolo, che portarono 280 tedeschi a prendere d'assalto la nave di John Breye (noto anche come John the Broad) nel 1532 e uccidere 15 persone, incluso lo stesso John. Gli inglesi furono successivamente espulsi dall'Islanda.
Nel giugno del 1627, Grindavík venne saccheggiata dai corsari barbareschi in un evento noto come i rapimenti turchi. Furono presi dodici islandesi e tre danesi, insieme a due navi, e i prigionieri prelevati da altri insediamenti islandesi furono trasportati in schiavitù a Salé, in Marocco.
Le origini del comune possono essere fatte risalire alla decisione di Einar Einarsson di trasferirsi lì per costruire e gestire un negozio nel 1897. A quel tempo, la popolazione contava circa 360 abitanti. La pesca è stata per secoli un elemento cruciale per la sopravvivenza della popolazione di Grindavík, ma le battute di pesca erano spesso pericolose. Spesso gli uomini si perdevano in mare e la pesca non era sempre stabile. Tuttavia, quando nel 1939 fu creato a Hópið un punto di accesso più sicuro alla terraferma, le condizioni della pesca cambiarono radicalmente. Dal 1950 cominciò a verificarsi un serio sviluppo nel settore della pesca. Grindavík è stata dichiarata comune nel 1974.

## Sport
Grindavík è la città della squadra di calcio Knattspyrnudeild Ungmennafélag Grindavíkur meglio noto come UMF Grindavík che milita nella 1. Deild (seconda Liga islandese).